# Sergio Reina
Sergio Mauricio Reina Piedrahita (Cali, 26 de enero de 1985) es un futbolista colombiano. Juega de defensa. Fue convocado para integrar la selección colombiana en la Copa Mundial de Fútbol Juvenil de 2005 y la competición amistosa Esperanzas de Toulon del año 2006.

## Trayectoria
En el 2009 llega al Inti Gas donde fue una de las figuras del equipo el cual se quedó por poco de alcanzar algún cupo para torneo internacional, jugó 41 partidos y anotó 2 goles. Fue elegido como uno de los 2 mejores centrales del torneo peruano en el 2009; esto le permite dar un salto al fútbol Europeo con el Zagłębie Lubin de Polonia donde jugó por 3 temporadas siendo destacado entre los mejores defensores de la liga y entre los 3 mejores extranjeros de la Liga Ekstraklasa de primera división. 
En 2017 pasa a Chimaltenango Fútbol Club de primera división de Guatemala.

## Clubes
| Club              | País       | Año       |
| ----------------- | ---------- | --------- |
| Patriotas FC      | Colombia   | 2004      |
| Pumas de Casanare | Colombia   | 2005      |
| Depor FC          | Colombia   | 2006      |
| CS Cartaginés     | Costa Rica | 2006-2007 |
| Patriotas FC      | Colombia   | 2008      |
| Inti Gas          | Perú       | 2009      |
| Zagłębie Lubin    | Polonia    | 2010-2012 |
| Patriotas FC      | Colombia   | 2013      |
| Blooming          | Bolivia    | 2013      |
| Sport Loreto      | Perú       | 2015-2016 |
| Chimaltenango     | Guatemala  | 2017-2020 |

## Palmarés

### Distinciones individuales
| Distinción                                                                                            | Año  |
| --- | ---- |
| Incluido en el equipo ideal del Campeonato Descentralizado según el portal periodístico DeChalaca.com | 2009 |